# Perdita cambarella
Perdita cambarella är en biart som beskrevs av Cockerell 1906. Perdita cambarella ingår i släktet Perdita och familjen grävbin. Inga underarter finns listade i Catalogue of Life.